# Stuck in a Moment You Can’t Get Out Of
«Stuck in a Moment You Can’t Get Out Of» (с англ. — «Застрял в мгновении, из которого не можешь выбраться») — песня ирландской рок-группы U2, четвёртый сингл из альбома All That You Can't Leave Behind. Композиция выиграла премию «Грэмми» в номинации «Лучшее вокальное поп-исполнение дуэтом или группой». Среди отличительных особенностей песни: мелодия на манер госпела и лиричная гитарная партия. По словам Боно, концепция песни была навеяна вымышленным разговором о самоубийстве с его другом Майклом Хатченсом.

## О песне
Мелодия была придумана Эджем, когда он наигрывал на рояле прогрессии аккордов на манер госпела .
Боно сочинил песню о самоубийстве своего близкого друга Майкла Хатченса, солиста группы INXS. Лирика написана в форме спора, в которой Боно пытается убедить Хатченса в глупости идеи суицида.
Структура песни напоминает мелодию «Sexual Healing» Марвина Гэя. Боно описал её текст как спор между двумя друзьями. Вокалист сожалел, что в жизни, у них с Хатченсом не было подобного разговора.
Мик Джаггер и его дочь Элизабет записали бэк-вокал для этой песни, но он не вошёл в окончательный микс.

В 2005 году Боно высказался о значении песни:
«Это спор между двумя товарищами. Ты пытаешься отрыть ему глаза на глупость идеи самоубийства. В моём случае, мы не разговаривали на эту тему. Мне кажется, самая лучшая дань уважения, которую я мог оказать Майклу — это не писать дурацкую сентиментальную песню, поэтому я сочинил прямолинейную, малоприятную вещь... испытывая чувство негодования от его поступка. Мне жаль, но она получилась такой, какой получилась».

## Запись
Даниэль Лануа вспоминал: «Мы хотели сымитировать своего рода хоровое песнопение. Сделали несколько вариаций вокала, и остановились на той, которая, в итоге, попала в альбом. Структура мелодии такова, которую можно было легко записать с профессиональным хором — множество вокалистов были бы рады спеть на записи U2 — но мы не хотели делать всё так прямолинейно». Боно добавил: «Мы пошли другим путём, нашим хором были — Эдж, Ино и Дэнни Лануа. Мы хорошие певцы, но, вы понимаете, в шоу-бизнесе есть вокалисты и получше! Но, мы хотели чтобы эта песня звучала как запись U2, поэтому мы использовали свою команду». По словам Эджа, текст дался им не сразу, но после того как он присоединился к Боно всё заработало: «Бинго! Он получился именно таким, каким мы хотели его сделать».

### Отзывы
Найелл Стоукс писал в своей книге «U2: Into the Heart: The Stories Behind Every Song»:
Этот трек полон эпического великолепия, некоторые из его сильных черт подчёркивает использование знакомых приёмов поп-музыки — фирменных клише созданных еще The Beatles — „my oh my“ во втором куплете, и „baby, baby“ в первом. Все понимали, чему посвящена эта песня, поэтому госпел отлично вписался в мелодию — он предал песне чувство законченности, автор ставит точку в этой теме.
Рецензент сайта Би-би-си назвал композицию прекрасной данью уважения Боно своему покойному другу Майклу Хатченсу. Журналист газеты The Guardian отметил, в свою очередь: «Stuck in a Moment You Can’t Get Out Of» — эпичная, проникновенная баллада «со всеми вытекающими» (госпел, фортепиано, духовые инструменты, воображаемые зажигалки в воздухе), спетая с эмоциональным надрывом — в лучшей манере Боно, также, «берущий за душу» вокал фронтмена отметил в своей статье обозреватель журнала Rolling Stone

## Список композиций
Вся музыка написана U2.
| №                   | Название                                                 | Текст песни         | Длительность |
| ------------------- | -------------------------------------------------------- | ------------------- | ------------ |
| 1.                  | «Stuck in a Moment You Can't Get Out Of» (Album Version) | Боно                | 4:33         |
| 2.                  | «Big Girls Are Best»                                     | Боно                | 3:37         |
| 3.                  | «Beautiful Day» (Quincey and Sonance Mix)                | Боно                | 7:55         |
| 4.                  | «Beautiful Day» (The Perfecto Mix)                       | Боно                | 7:48         |
| Общая длительность: | Общая длительность:                                      | Общая длительность: | 24:01        |

Примечание: Ограниченное издание на CD, вышло на территории Австралии.
| №                   | Название                                                 | Текст песни         | Длительность |
| ------------------- | -------------------------------------------------------- | ------------------- | ------------ |
| 1.                  | «Stuck in a Moment You Can't Get Out Of» (Album Version) | Боно                | 4:33         |
| 2.                  | «Beautiful Day» (Live from Farmclub.com)                 | Боно                | 4:48         |
| 3.                  | «New York» (Live from Farmclub.com)                      | Боно                | 6:01         |
| 4.                  | «Beautiful Day» (Дэвид Холмс remix)                      | Боно                | 5:34         |
| Общая длительность: | Общая длительность:                                      | Общая длительность: | 20:58        |

Примечание: Ограниченное издание на CD, вышло на территории Австралии.
| №                   | Название                                                 | Текст песни         | Длительность |
| ------------------- | -------------------------------------------------------- | ------------------- | ------------ |
| 1.                  | «Stuck in a Moment You Can't Get Out Of» (Album Version) | Боно                | 4:33         |
| 2.                  | «Big Girls Are Best»                                     | Боно                | 3:37         |
| 3.                  | «All I Want Is You» (Live from Manray)                   | Боно                | 5:26         |
| 4.                  | «Even Better Than the Real Thing» (Live from Manray)     | Боно                | 3:55         |
| Общая длительность: | Общая длительность:                                      | Общая длительность: | 17:33        |

Примечание: Версия была выпущена только во Франции.
| №                   | Название                                                 | Текст песни         | Длительность |
| ------------------- | -------------------------------------------------------- | ------------------- | ------------ |
| 1.                  | «Stuck in a Moment You Can't Get Out Of» (Album Version) | Боно                | 4:33         |
| 2.                  | «Beautiful Day» (Live from Farmclub.com)                 | Боно                | 4:48         |
| 3.                  | «New York» (Live from Farmclub.com)                      | Боно                | 6:01         |
| 4.                  | «Big Girls Are Best»                                     | Боно                | 3:37         |
| 5.                  | «Beautiful Day» (Quincey and Sonance Mix)                | Боно                | 7:55         |
| Общая длительность: | Общая длительность:                                      | Общая длительность: | 18:19        |

Примечание: Версия была выпущена только в Японии, содержит би-сайды с обоих регулярных изданий на CD.
| №                   | Название                                              | Текст песни         | Длительность |
| ------------------- | ----------------------------------------------------- | ------------------- | ------------ |
| 1.                  | «Stuck in a Moment You Can't Get Out Of» (Radio Edit) | Боно                | 3:42         |
| 2.                  | «Stuck in a Moment You Can't Get Out Of» (Acoustic)   | Боно                | 3:42         |
| 3.                  | «Stay (Faraway, So Close!)» (Live from Toronto)       | Боно                | 5:39         |
| 4.                  | «Elevation» (The Vandit Club Mix)                     | Боно                | 8:54         |
| Общая длительность: | Общая длительность:                                   | Общая длительность: | 22:05        |

Примечание: Ограниченное издание на CD, вышло на территории Канады, в октябре 2001 года.

## Хит-парады
| Чарт (2001)                         | Высшая позиция |
| ----------------------------------- | -------------- |
| Австралия (ARIA)                    | 3              |
| Австрия (Ö3 Austria Top 40)         | 38             |
| Бельгия/Фландрия (Ultratop 50)      | 31             |
| Бельгия/Валлония (Ultratop 50)      | 33             |
| Canada (Nielsen SoundScan)          | 1              |
| Дания (Tracklisten)                 | 9              |
| Финляндия (Suomen virallinen lista) | 10             |
| Франция (SNEP)                      | 31             |
| Ireland (IRMA)                      | 1              |
| Италия (FIMI)                       | 1              |
| Нидерланды (Dutch Top 40)           | 7              |
| Новая Зеландия (Recorded Music NZ)  | 17             |

| Чарт (2001)                              | Высшая позиция |
| ---------------------------------------- | -------------- |
| Норвегия (VG-lista)                      | 4              |
| Испания (PROMUSICAE)                     | 2              |
| Швеция (Sverigetopplistan)               | 23             |
| Швейцария (Schweizer Hitparade)          | 38             |
| UK Singles (The Official Charts Company) | 2              |
| US Billboard Hot 100                     | 52             |
| US Modern Rock Tracks                    | 35             |
| US Mainstream Rock Tracks                | 35             |
| US Adult Top 40                          | 9              |
| US Top 40 Mainstream                     | 27             |
| US Top 40 Tracks                         | 27             |